# Diederik van Lawick van Pabst (1860-1925)
Diederik Jacob Adrianus Albertus van Lawick van Pabst, heer van Nijevelt (Vreeland, 16 februari 1860 – Groesbeek, 30 december 1925) was een Nederlands burgemeester uit het adellijke geslacht Van Pabst.
In 1888 werd hij benoemd tot burgemeester van Buurmalsen, in 1894 tot burgemeester van Doetinchem en in 1905 tot burgemeester van Ede.

## Trivia
- Zijn vader, Diederik Jan Antonie Albertus van Lawick van Pabst van Nijevelt, werd ook burgemeester, achtereenvolgens van Vreeland en Nigtevecht, Maarssen en Maarseveen en Arnhem.